# Banorte

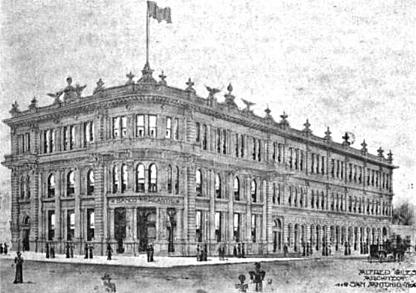
Siège de la Banco Mercantil de Monterrey (ancêtre de la Banorte) en 1902.

Banorte est une importante banque mexicaine fondée en 1899, dont le siège se trouve à Monterrey. Elle est le principal actif du Grupo Financiero Banorte, coté à l'Indice de Precios y Cotizaciones.

## Histoire
Elle a été fondée en 1899 sous le nom de Banco Mercantil de Monterrey, avec son siège à Monterrey, capitale de l'État du Nuevo León. En 1947, le groupe a fondé la Banco Regional del Norte.
En 1986 est apparue la Banco Mercantil del Norte, issue de la fusion de la Banco Mercantil de Monterrey et de la Banco Regional del Norte.
En 1992, au cours du processus de privatisation des banques mexicaines, la Banorte fut rachetée par le groupe des actionnaires actuels, dirigé par Roberto González Barrera.
Peu après y furent incorporés les services de Casa de Bolsa, Factoraje, Almacenadora et Arrendadora, créant un des groupes financiers les plus importants du Mexique.
En 2006, le Grupo Financiero Banorte a acquis 70 % des actifs de l'Inter National Bank texane, dont elle possède aujourd'hui la totalité du capital. En 2007, Banorte entre sur le marché des envois d'argent à l'étranger dans 40 États américains. En 2010, Banorte fusionne avec la banque mexicaine IXE, devenant ainsi le troisième complexe bancaire du pays.
En 2017, le groupe Banorte rachète Grupo Financiero Interacciones pour $1,4 milliard, créant ainsi le deuxième groupe bancaire du pays.